# Joseph James Jr.
Joseph James Jr. (Marietta (Georgia), 4 mei 1959) - alias Scott Armstrong - is een Amerikaans voormalig professioneel worstelaar. Nadat hij tijdens het laatste jaar van zijn sportloopbaan ook aan de slag ging als professioneel worstelscheidsrechter, ging hij vanaf 2001 voltijds verder in laatstgenoemde functie. Hij trad in 2011 als zodanig in dienst van de WWE, waarbinnen hij ook van 2006 tot en met 2010 scheidsrechter was.

## Carrière
James begon zijn carrière als professioneel worstelaar bij "Southeastern Championship Wrestling" in 1983. Hierna werkte hij voor verschillende andere worstelbedrijven, waarna hij vanaf 1992 bij World Championship Wrestling (WCW) kwam. Hier werkte hij tot 2001.
Bij WCW heeft hij de laatste negen maanden die hij daar gewerkt heeft zijn worsteltenue ingeruild voor dat van een scheidsrechter. In 2006 begon hij bij WWE ECW als scheidsrechter. Tijdens een Submission match bij Breaking Point, in 2009, tussen The Undertaker en CM Punk riep James CM Punk als winnaar uit, terwijl deze eigenlijk niet gewonnen had.

## In het worstelen
- Kenmerkende bewegingen
  - Diving reverse crossbody
  - Dropkick
  - Roll-up

## Prestaties
- Georgia Championship Wrestling
  - NWA National Tag Team Championship (1 keer met Bob Armstrong)

- North Georgia Wrestling Association
  - NGWA Tag Team Championship (1 keer)

- NWA Wrestle Birmingham
  - NWA Wrestle Birmingham Tag Team Championship (1 keer met Bob Armstrong)

- Southeastern Championship Wrestling
  - CWF Tag Team Championship|NWA Southeastern Tag Team Championship (1 keer met Brad Armstrong)
  - NWA Southeastern United States Junior Heavyweight Championship (5 keer)

- Southeastern Xtreme Wrestling
  - SXW Heavyweight Championship (1 keer)
  - SXW Impact Championship (1 keer)

- Tennessee Mountain Wrestling
  - TMW Tag Team Championship (1 keer met Brad Armstrong)

- United Championship Wrestling
  - UCW Tag Team Championship (1 keer met Bob Armstrong)

- USA Wrestling
  - USA Junior Heavyweight Championship (1 keer)